# Rede Estação
Rede Estação é uma emissora de televisão brasileira sediada no Recife, capital do estado de Pernambuco. Opera no canal 14 (15 UHF digital) e retransmite a programação da Rede Brasil de Comunicação, ligada à Igreja Evangélica Assembleia de Deus em Pernambuco (IEADPE). Pertencente ao empresário João Florentino, e à própria Rede Brasil de Comunicação, onde a sigla RBC compõe o nome da rádio do Grupo, a RBC FM, 93,3 Mhz e a RBC AM, 580 Khz, mais conhecida como a Rádio Boas Novas AM.

## História
A emissora foi inaugurada em 14 de agosto de 2005. Em 2006, o canal se chamava "Estação TV".
Às 00:00hs de 15 de dezembro de 2014, a emissora inicia os testes no sinal digital no canal 15 UHF digital e no canal 14.1 virtual. De início o sinal digital foi inaugurado com o máximo de potência do transmissor digital, porém sem imagem, e ainda de madrugada com pouco tempo depois o sinal alternou entre colorbars em 16:9 e tela preta. Na noite do mesmo dia o sinal começou a funcionar aparecendo as primeiras imagens do sinal digital da emissora em SD ainda com baixa qualidade. Ao mesmo tempo que as imagens apareciam havia queda no sinal. Depois ocorreu novamente o mesmo que tinha ocorrido durante a madrugada.